# معلم كلايه
معلم كلايه (بالفارسية: معلم‌کلایه) هي منطقة سكنية تقع في إيران في East Alamut District. يقدر عدد سكانها بـ 2,196 نسمة .